# Zacazonapan
Zacazonapan è un comune del Messico, situato nello stato di Messico.